# Moi... Lolita
Moi... Lolita (em português: Eu... Lolita) é um single da cantora francesa Alizée, lançado em 2000. Teve grande sucesso no mundo, e foi uma das poucas canções em francês a alcançar os primeiros lugares em países como o Reino Unido.
Na França, a música rendeu um Disco de diamante para Alizée, em  2000.

## Posições nas paradas
| Chart (2000-2002) | Peak Position |
| ----------------- | ------------- |
| Áustria           | 5             |
| Bélgica           | 2             |
| Dinamarca         | 9             |
| Países Baixos     | 2             |
| SNEP - França     | 2             |
| Alemanha          | 5             |
| Itália            | 1             |
| Espanha           | 1             |
| Suécia            | 52            |
| Suíça             | 11            |
| UK Singles Chart  | 9             |